# Sloppy Joe I & II
『Sloppy Joe I & II』（スラッピー・ジョー ワンアンドツー）は、 2013年11月27日、 ソニー・ミュージックダイレクトから発売された大江千里のベスト・アルバム（規格品番はMHCL 30185/6）。

## 解説
1989年発売『Sloppy Joe』、1994年発売『Sloppy Joe II』の2枚のベスト・アルバムを1セットにして発売。デジタルリマスターが行われた。オリジナル・アルバムとの違いは『Sloppy Joe』は全曲リミックス、『Sloppy Joe II』は、全16曲中、8曲が未発表テイク、8曲が再録音。『Sloppy Joe I』ブックレットは使用写真・枚数がオリジナルと異なる。『Sloppy Joe II』ブックレットはオリジナルの復刻。今回の発売に当たり、大江本人によるライナーノーツが収載。Blu-spec CD2仕様。

## 収録曲

### Disc.1
『Sloppy Joe』参照

### Disc.2
『Sloppy Joe II』参照

### SonyMusic
- Sloppy Joe Ⅰ&II  –  ディスコグラフィ